# Югуртинская война (Саллюстий)

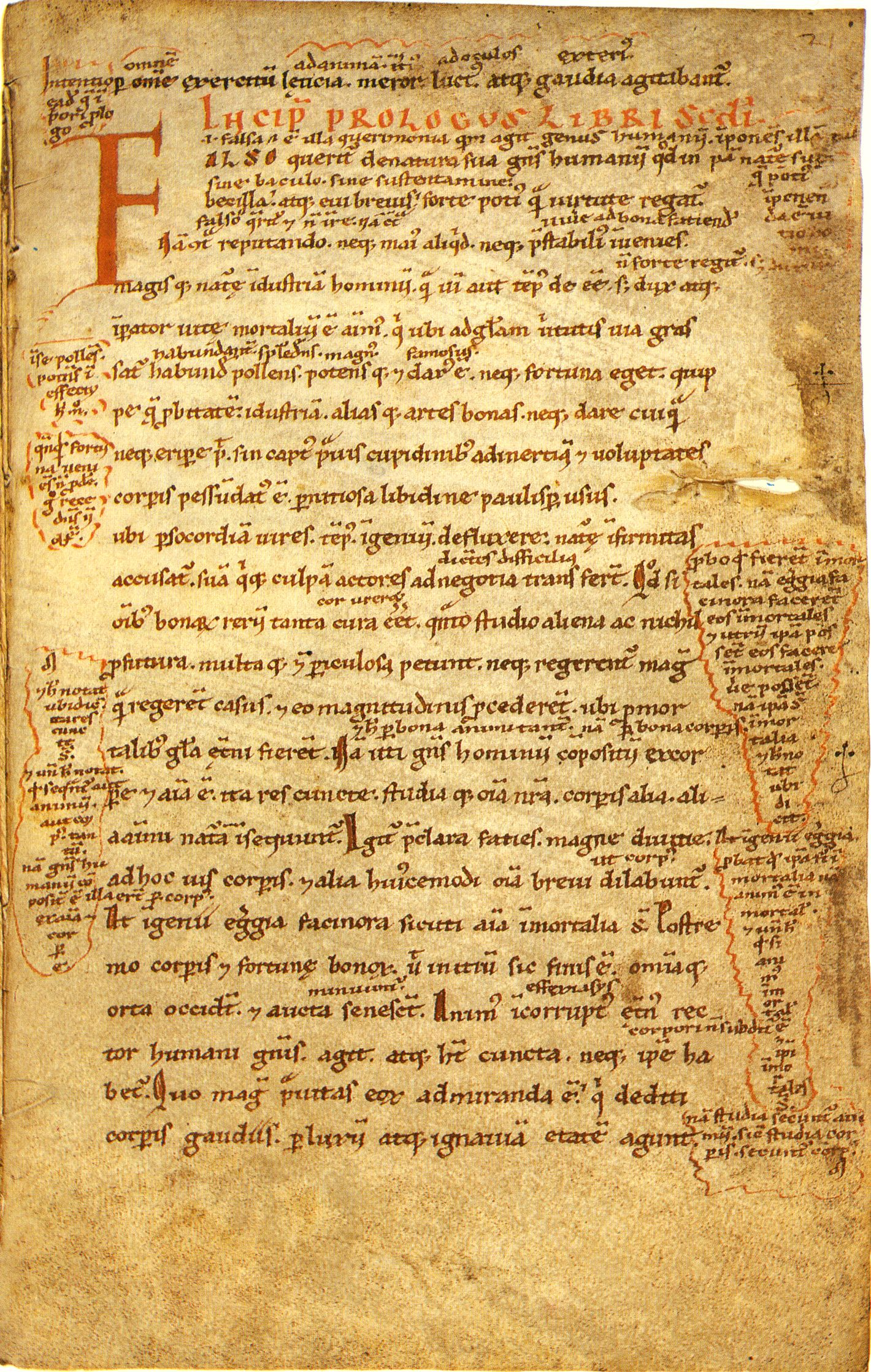
Югуртинская война

«Югурти́нская война́» (лат. Bellum Iugurthinum) — историческое сочинение древнеримского историка Гая Саллюстия Криспа, написанное в конце 40-х годов до н. э. на латинском языке.

## Структура
Все исследователи соглашаются с тем, что эта работа разделена на три приблизительно равных части, первая из которых (1—38) посвящена предыстории и начальному этапу войны, вторая (39—78) касается перелома в войне, третья (79—114) повествует о командовании Гая Мария и окончании войны.

## Время написания
Дата написания «Югуртинской войны», посвящённой одноимённым событиям, точно не установлена. В XIX веке она датировалась 41 годом, в XX веке хронология была пересмотрена, и произведение стали датировать 44—40 годами или 40 годом. Основная цель произведения для Саллюстия — не сама война, а её последствия для Рима.

## Оценки
Ещё в XIX веке был сделан вывод о более высоком уровне «Югуртинской войны» по сравнению с другим сохранившимся сочинением того же автора, «О заговоре Катилины». В Энциклопедическом словаре Брокгауза и Ефрона отмечается, что произведение «стоит гораздо выше и по тщательному собиранию материала, и по исторической точке зрения на дело, и по верности изображения характеров, и по отделке сочинения в частях и в целом». Филологи и историки XX века соглашаются с этими выводами, считая «Югуртинскую войну» более органичным, цельным и сжатым произведением.

## Русские переводы
- Гай Крисп Саллюстий. Югуртинская война. Дословный и литературный перевод с подробным синтаксическим разбором, комментариями и со всеми мифологическими сведениями. Приложения: 1) Полный словарь по главам, 2) Повторительный курс латинского синтаксиса. Пер. и сост. М. М. Гринфельд по изданию С. Манштейна. Одесса: М. С. Козман, 1910. — 123 с.; 2-е изд. — там же, 1912. — 246 с.